# ولفستال
ولفستال (به آلمانی: Wolfsthal) یک منطقهٔ مسکونی در اتریش است که در ناحیه بروک آن در لیتا واقع شده‌است. ولفستال ۱٬۰۰۱ نفر جمعیت دارد.